# Буксируемая мина

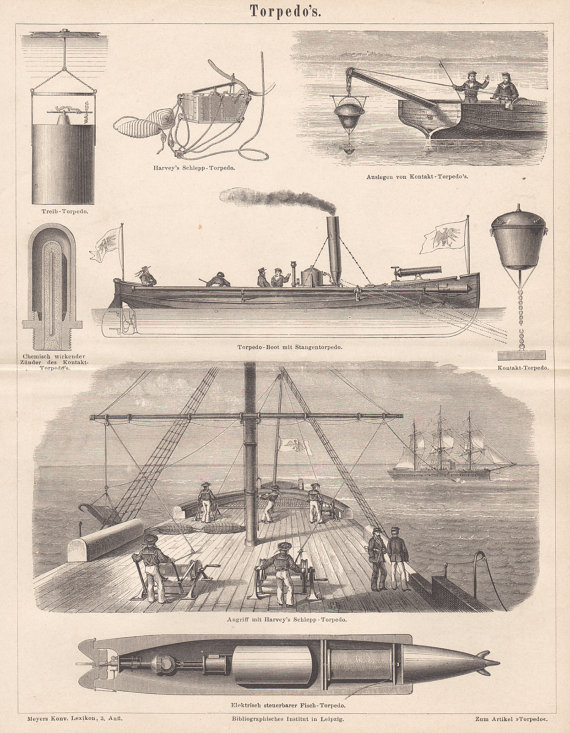
Торпеды и мины в конце XIX века. В числе прочих показана буксируемая торпеда Гарвеев, а также способ её применения

Буксируемая мина — тип минного оружия, имевший применение в последней трети XIX века. Представляла собой несамоходный подводный снаряд, буксируемый боевым кораблем или катером на длинном тросе либо с целью защиты от таранного удара неприятеля, либо с целью нападения на неприятельские корабли.

## История

### Буксируемая мина братьев Гарвеев
В конце 1860-х британскими офицерами — братьями Гарвей — была разработана так называемая «буксируемая торпеда Гарвеев». Она представляла собой мину обтекаемой формы, буксируемую броненосцем параллельно борту при помощи длинного троса, закрепленного в носовой части корабля. Детонатор мины приводился в действие электрическим импульсом с борта корабля-носителя.
Мина Гарвеев являлась в первую очередь оборонительным оружием. Её предназначением было защищать в бою корабль от таранных атак: предполагалось, что угрозы наскочить на буксируемую мину будет достаточно, чтобы удержать корабль противника от попытки нанести удар тараном. Кроме того, если носитель мины сам пытался таранить противника, буксируемые параллельно корпусу мины позволяли надеяться поразить цель, даже если та увернется от тарана. В боевых действиях мина не применялась.

### Буксируемая мина Макарова («крылатка»)
В период Русско-турецкой войны 1877—1878 гг. русские минные катера и миноноски, действующие против турецких кораблей в портах Кавказа и на Дунае, использовали буксируемую мину как наступательное оружие. Лейтенантом (впоследствии — вице-адмиралом) С. О. Макаровым был разработан особый тип буксируемой мины, так называемая «крылатка». «Крылатка» представляла собой мину, удерживаемую на плаву специальным буем и снаряжённую 3-пудовым (49,2 кг) зарядом пороха, буксируемую на относительно длинном (35-40 метров) тросе; свое название они получили за своеобразные «крылья», которые отводили мину на 30-40 градусов в сторону от спутного следа катера. По идее, применяя такие мины, экипаж катера подвергался значительно меньшей опасности, так как отпадала необходимость приближаться к атакуемому кораблю вплотную (тем более, что «крылатка» преодолевала и бон). Возле корабля противника минный катер резко отворачивал в сторону, высвобождая буксирный канат. Мина, двигаясь по инерции, заходила под корпус неприятельского корабля и подрывалась электрическим запалом по кабелю.
Мины-«крылатки» несколько раз применялись в боевых операциях, однако показали себя неудобными в практическом обращении и были в итоге заменены шестовыми минами. Ещё позже минные катера «Чесма» и «Синоп» были снабжены средствами для пуска «самодвижущихся мин» («мин Уайтхеда»). Им, наряду с метательным минами, и суждено стать основным активным оружием минных катеров Российского императорского флота.

## Дальнейшее развитие
С появлением на вооружении военных флотов первых относительно боеспособных подводных лодок буксируемые мины некоторое время применяли в качестве буксируемых глубинных бомб. Однако не существует данных об их успешном использовании в этом качестве.